# アレクセイ・キタエフ
アレクセイ・ユリエヴィチ・キタエフ（Alexei Yurievich Kitaev, Алексей Юрьевич Китаев, 1963年8月26日 - ）はロシア出身のアメリカ合衆国の理論物理学者。位相的場の理論を使用した位相量子コンピュータの概念を導入した。
1986年にモスクワ物理工学研究所で修士号を、1989年にランダウ理論物理学研究所で博士号を主を取得した。1998年まで同研究所の助手を務め、1999年から2001年までマイクロソフト研究所の研究者であり、2002年にカリフォルニア工科大学の教授となった。2013年にはカリフォルニア大学サンタ・バーバラ校教授となった。

## 主な受賞歴
- 2012年 - 基礎物理学ブレイクスルー賞
- 2015年 - ICTPのディラック・メダル
- 2017年 - オリバー・E・バックリー凝縮系賞
- 2021年 - クラリベイト・アナリティクス引用栄誉賞
- 2024年 - ポアンカレ賞